# وزارات جوسون الستة
الوزارات الستة هي الوزارات الحكومية المسؤولة عن سير الحياة السياسية في عهد مملكة جوسون في كوريا.

## الوزارات ووظائفها
| الوزارة             | النطق العربي | الهانگل | الهانجا | الإختصاص                                                    |
| ------------------- | ------------ | ------- | ------- | ----------------------------------------------------------- |
| وزارة شؤون الموظفين | إِجو          | 이조    | 吏曹    | اختيار المسؤولين الحكوميين.                                 |
| وزارة الضرائب       | هوجو         | 호조    | 戶曹    | فرض الضرائب المالية وإحصاء السكان وسياسات الأراضي والزراعة. |
| وزارة الشعائر       | ييجو         | 예조    | 禮曺    | الطقوس والثقافة والدبلوماسية وامتحانات گواگيو.              |
| وزارة الدفاع        | بيونگجو      | 병조    | 兵曺    | الشؤون العسكرية.                                            |
| وزارة العدل         | هيونگجو      | 형조    | 刑曺    | إدارة القوانين والعبودية والعقوبات.                         |
| وزارة الأشغال       | گونگجو       | 공조    | 工曹    | الصناعة والتصنيع والأشغال العامة والصناعات التحويلية.       |